# Chionopsyche
Chionopsyche is een geslacht van vlinders uit de familie van de spinners (Lasiocampidae).

## Soorten
- Chionopsyche admirabile Zolotuhin, 2010
- Chionopsyche grisea Aurivillius, 1915
- Chionopsyche montana Aurivillius, 1909